# Лехтонен, Ээро
Э́эро Ре́йно Ле́хтонен (фин. Eero Reino Lehtonen; 21 апреля 1898 — 9 ноября 1959) — финский легкоатлет, олимпийский чемпион.
Ээро Лехтонен родился в 1898 году в Миккели (Великое княжество Финляндское). В 1920 году на Олимпийских играх в Антверпене он завоевал золотую медаль в легкоатлетическом пятиборье; в соревнованиях же по прыжкам в длину и в десятиборье медалей добиться не сумел. В 1924 году на Олимпийских играх в Париже он вновь завоевал золотую медаль в пятиборье; также он принял участие в эстафете 4×400 м, но в этом виде легкоатлетических состязаний финская сборная результатов не добилась. Впоследствии легкоатлетическое пятиборье было исключено из олимпийской программы.
В 1984 году на родине Ээро Лехтонена в городе Миккели ему был поставлен памятник.